# Коуан, Гил
Гилберт Фицджеральд Коуан (англ. Gilbert Fitzgerald Coan, 18 мая 1922, Монро, Северная Каролина — 4 февраля 2020, Хендерсонвилл, там же) — американский бейсболист, аутфилдер. Выступал в Главной лиге бейсбола с 1946 по 1956 год. Большую часть карьеры провёл в клубе «Вашингтон Сенаторз». После завершения карьеры занимался бизнесом, играл важную в роль в общественной жизни города Бревард в Северной Каролине.

## Биография

### Ранние годы
Гилберт Фицджеральд Коуан родился 18 мая 1922 года в Монро в Северной Каролине. Его родители Джордж и Флоранс имели шотландские и ирландские корни. Гилберт был вторым из четырёх детей в семье. В возрасте десяти лет он сломал большой палец на левой руке и его часть пришлось ампутировать. В 1933 году семья Коуанов переехала в город Минерал-Спрингс. Там Гилберт учился в школе и начал играть в бейсбол, также он занимался баскетболом. В конце 1930-х годов он играл в молодёжной лиге, организованной местным отделением Ротари-клуба.
Коуаны были убеждёнными методистами и после окончания школы Гилберт поступил в двухлетний Бревардский колледж, имевший тесные связи с церковью. Там он продолжил играть в бейсбол, а также познакомился со своей будущей супругой Дови Уайт, одной из первых женщин, получивших лицензию пилота в авиационной программе колледжа. Они поженились в сентябре 1941 года. В то время Гилберт, избежавший призыва в армию из-за отсутствующего пальца, работал на бумажной фабрике и играл за её команду в полупрофессиональной лиге. В 1941 году скаут Зинн Бек предлагал ему начать профессиональную карьеру в младших лигах, но Коуан предпочёл остаться с семьёй. В декабре 1942 года у него родился сын, после чего Гил на время оставил бейсбол.

### Вашингтон Сенаторз
На поле он вернулся в 1944 году, связавшись с Беком и получив контракт с месячной зарплатой в 275 долларов в клубе «Чаттануга Лукаутс». Там он провёл два сезона. В 1945 году журнал «Sporting News» назвал Коуана Игроком года в младших лигах. В том сезоне он отбивал с эффективностью 37,2 %, выбил 40 даблов, 28 триплов и 16 хоум-ранов, а также украл 37 баз. В январе 1946 года контракт Гилберта был выкуплен клубом «Вашингтон Сенаторз». Его дебют в Главной лиге бейсбола состоялся 27 апреля, а 8 июня он впервые сыграл в стартовом составе команды. Часть сезона Коуан пропустил из-за инфекции, а в проведённых матчах его результативность была невысокой. Он отбивал с показателем лишь 20,9 %. Несмотря на это, звезда бейсбола Тед Уильямс в своей колонке в Boston Globe назвал Гила самым многообещающим игроком в лиге.
В 1947 году Коуан должен был стать основным левым филдером команды, но из-за аппендицита практически весь сезон провёл в «Чаттануге». В 151 сыгранном матче он отбивал с показателем 34,0 % и выбил 22 хоум-рана. В основной состав «Сенаторз» его вернули в середине сентября и он успел принять участие в одиннадцати играх. В 1948 году Гил наконец избежал проблем со здоровьем и сыграл за команду в 138 матчах. Его атакующая эффективность снизилась, но он стал лучшим в составе с семью выбитыми хоум-ранами, а также набрал 60 ранов. В 1949 году он сыграл в 111 матчах, а в 1950 году снова пропустил часть чемпионата из-за травмы. При этом под руководством нового главного тренера Баки Харриса Коуан прогрессировал в игре на бите и завершил сезон с показателем отбивания 30,3 %. Этот же результат ему удалось повторить в 1951 году, по итогам которого Гилберт вошёл в десятку лучших отбивающих Американской лиги.
Несмотря на это, 1952 год для Коуана начался со спора по поводу нового контракта. Клуб предлагал ему сохранить действовавшие условия, тогда как игрок хотел больше. В конечном итоге зарплата Гилберта была увеличена на 15 % до 15 тысяч долларов. Однако, он провалил начало сезона, затем травмировал запястье, и в итоге завершил чемпионат с показателем отбивания всего 20,5 %. В ответ владелец клуба Кларк Гриффит предложил сократить его зарплату на две тысячи долларов. На этом неприятности Коуана не закончились. Он хорошо провёл предсезонные сборы в 1953 году, но в последней выставочной игре получил травму ноги. В результате он смог принять участие только в 68 матчах, отбивая с эффективностью 19,6 %. После завершения сезона Гриффит обменял его в «Балтимор Ориолс» на Роя Сиверса, лучшего новичка Американской лиги 1949 года.

### Заключительный этап карьеры
В новой команде Коуан занял место основного центрфилдера и в День открытия сезона 1954 года выбил первый хит в истории «Ориолс». В целом же чемпионат он провёл нестабильно: к середине июня его показатель отбивания составлял всего 19,2 %, а к концу сезона Гил поднял его до 27,9 %. Кроме того, из-за недостаточно сильного броска он испытывал трудности при игре в защите. В 1955 году он сыграл за Балтимор в 61 матче и в июле был обменян в «Чикаго Уайт Сокс». Там Коуан провёл всего месяц. В августе его отправили в «Нью-Йорк Джайентс». За обе команды он суммарно сыграл только 26 матчей. Последние свои игры в Главной лиге бейсбола Гилберт провёл в 1956 году, после чего был переведён в фарм-клуб «Миннеаполис Миллерс». В межсезонье интерес к нему проявляли «Детройт Тайгерс», но стороны не договорились об условиях контракта. В январе 1957 года он объявил о завершении карьеры.

### После бейсбола
Закончив играть, Гилберт с семьёй поселился в Бреварде. К тому моменту у него было уже двое детей. В 1962 году он приобрёл страховое агентство, начал заниматься недвижимостью. В начале 1970-х годов Коуан скупил несколько земельных участков близ города и занялся скотоводством. Оба предприятия позже унаследовали его сыновья.
Помимо этого Гил принимал активное участие деятельности методистской церкви в Бреварде, входил в попечительский совет Бревардского колледжа, был президентом Торговой палаты и Совета риэлтеров города. Долгое время он оказывал финансовую поддержку больнице округа Трансильвания. В течение пяти лет Коуан был тренером бейсбольной команды Бревардского колледжа. В 1994 году в его честь был назван бейсбольный стадион, а в 2004 году он вошёл в число первых пяти членов Зала спортивной славы колледжа.
Гилберт Коуан скончался 4 февраля 2020 года в возрасте 97 лет.